# Anomalia vera

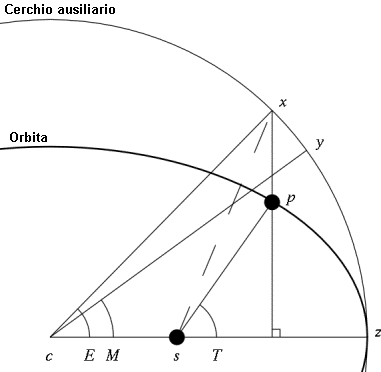

In meccanica celeste ed in astronomia, l'anomalia vera {\displaystyle \theta } (anche indicata come {\displaystyle v\ }) è l'angolo compreso tra il pericentro dell'orbita e la posizione del corpo orbitante nel tempo di riferimento, misurato sul piano orbitale.
Considerando il moto dei pianeti attorno al Sole, l'anomalia vera è l'angolo fra il perielio e il pianeta orbitante, il vertice è il Sole e il verso dell'angolo è il verso di rivoluzione del pianeta. Nell'immagine è l'angolo z-s-p.
L'anomalia vera è uno dei sei parametri orbitali kepleriani, che descrivono un'orbita secondo il modello a due corpi rispettando la legge di gravitazione universale. La sua determinazione avviene conoscendo il vettore posizione del corpo orbitante ed il vettore eccentricità dell'orbita (quest'ultimo si mantiene costante):
{\displaystyle \theta =\arccos {{\mathbf {e} \cdot \mathbf {r} } \over {\mathbf {\left|e\right|} \mathbf {\left|r\right|} }}} se {\displaystyle \mathbf {r} \cdot \mathbf {v} >0}
Altrimenti, se {\displaystyle \mathbf {r} \cdot \mathbf {v} <0} , l'anomalia vale {\displaystyle \theta =2\pi -\theta }.
Questa correzione è dovuta all'ambiguità di  {\displaystyle \arccos }, operatore che non distingue il primo quadrante dal quarto. La condizione {\displaystyle \mathbf {r} \cdot \mathbf {v} >0} traduce il caso in cui il corpo abbia velocità radiale positiva, ossia si stia allontanando dal fuoco: l'angolo {\displaystyle \theta } si troverà dunque nel primo o nel secondo quadrante.
- {\displaystyle \mathbf {r} } è il vettore posizione;
- {\displaystyle \mathbf {e} } è il vettore eccentricità.

## Relazioni fra anomalie
Il rapporto tra l'anomalia vera (v) e l'anomalia eccentrica (u) si ricava mettendo a sistema le formule del raggio vettore secondo le due anomalie:
{\displaystyle v=\arccos \left({\frac {\cos u-e}{1-e\cos u}}\right)}
{\displaystyle u=\arccos \left({\frac {e+\cos v}{1+e\cos v}}\right)}